# Коростелёво (Тамбовская область)
Коростелёво — село в Мучкапском районе Тамбовской области России. Входит в состав Чащинского сельсовета.

## География
Село находится в юго-восточной части Тамбовской области, в лесостепной зоне, в пределах Окско-Донской равнины, на правом берегу реки Вороны, на расстоянии примерно 1 километра (по прямой) к юго-юго-западу от рабочего посёлка Мучкапский, административного центра района. Абсолютная высота — 134 метра над уровнем моря.

### Климат
Климат умеренно континентальный, относительно сухой, с холодной продолжительной зимой и жарким летом. Среднегодовая температура воздуха — 4,5 °С. Средняя температура воздуха самого холодного месяца (января) — −11 °C (абсолютный минимум — −39 °C); самого тёплого месяца (июля) — 20,5 °C (абсолютный максимум — 40 °С). Среднегодовое количество атмосферных осадков варьирует в пределах от 400 до 450 мм. Продолжительность залегания снежного покрова составляет в среднем 134 дня.

### Часовой пояс
Село Коростелёво, как и вся Тамбовская область, находится в часовой зоне МСК (московское время). Смещение применяемого времени относительно UTC составляет +3:00.

## История

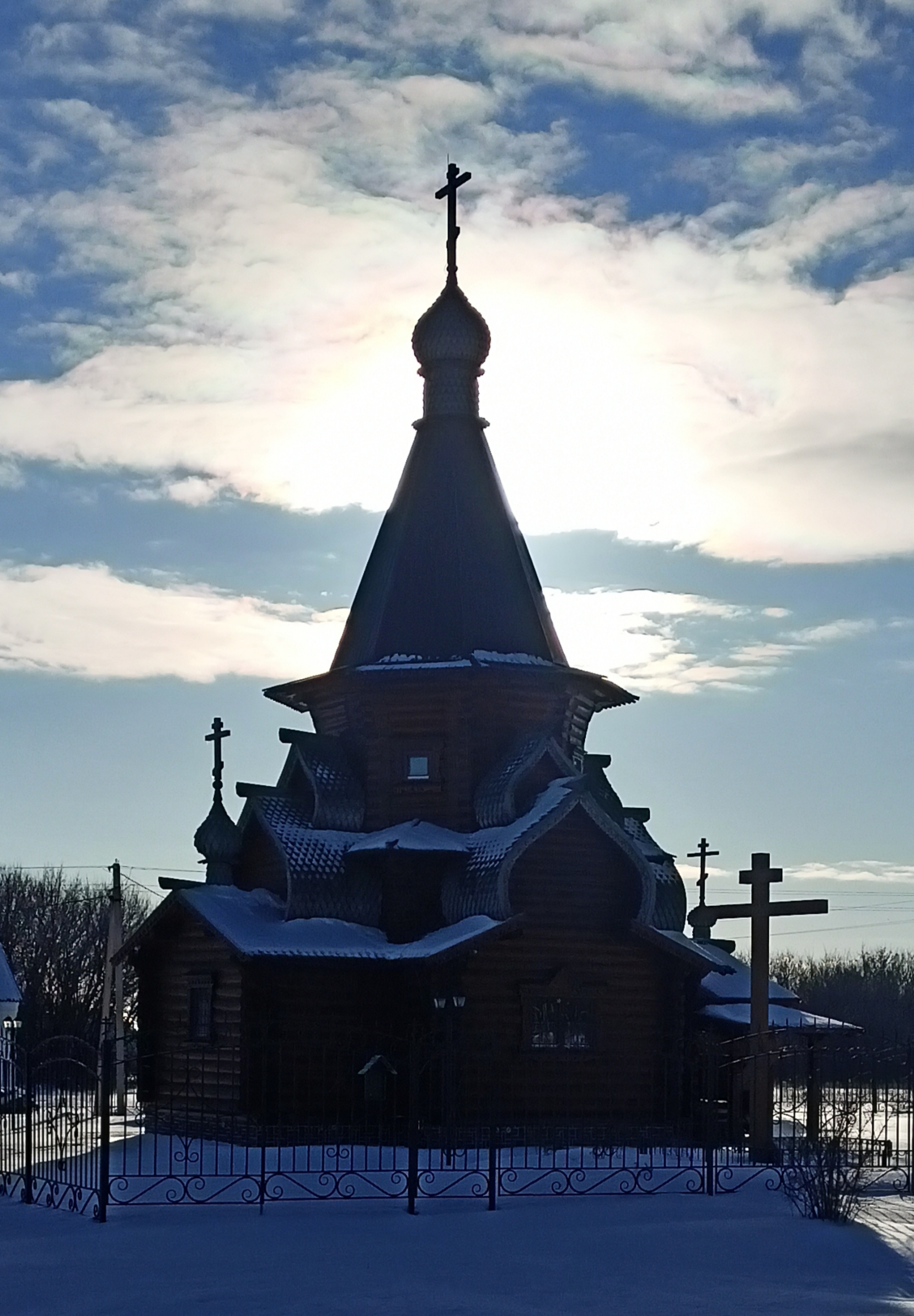
Никольская церковь

Населенный пункт Коростелёво основали на реке Ворона полковые казаки не позднее 1704 года. Полный текст документа о первом упоминании опубликован в газете «Мучкапские новости» от 19 января 2022 в статье «Коростелево становится старше». Также в Российском архиве древних актов есть документ 1708 года в материалах Булавинского восстания, где упоминаются два населенных пункта Мучкапского района — Коростелево и Шапкино.

## Население
Список населенных мест Тамбовской губернии (по данным всесоюзной переписи 1926 г.) Борисоглебский уезд. вып. 1., изд. Тамбовский губернский статистический отдел в селе Коростелёво наличного населения: мужчин 941, женщин 1026, всего обоего пола 1967.
| 2010 |
| ---- |
| 322  |

### Половой состав
По данным Всероссийской переписи населения 2010 года в гендерной структуре населения мужчины составляли 40,1 %, женщины — соответственно 59,9 %.

### Национальный состав
Согласно результатам переписи 2002 года, в национальной структуре населения русские составляли 98 % из 331 чел.